# Майстри DOOM
Майстри Doom: Як Двоє Хлопців Створили Імперію та Змінили Поп-Культуру — це книга Девіда Кушнера про id Software та її вплив на популярну культуру, зосереджуючись головним чином на співзасновниках компанії Джона Д. Кармака та Джона Ромеро.
Версія аудіокниги «Майстри DOOM» англійською мовою, розказана актором Вілом Вітоном, була випущена 15 травня 2012 року на сайті Audiobooks.com.

## Зміст
Книга описує їх першу зустріч в Softdisk в 1989 році та створення власної компанії id Software. Детально обговорює перші успіхи компанії, популярні та новаторські 3D-ігри Commander Keen і Wolfenstein, а також нові висоти досягнуті компанією Doom, що надало компанії небувалий успіх та славу. Він також обговорює наступний проект Quake, а також наслідки відходу Ромеро з компанії та його заснування нової студії розробки ігор — Ion Storm. Кушнер також описує нову геймерську культуру, створену грою DOOM та її подальший вплив на суспільство.
Хоча самі ігри докладно обговорюються, основна увага Кушнера полягає в динаміці роботи та персоналу, які дозволили їх створити. Він описує Кармака та Ромеро як рушійні сили id Software, але з дуже різними особистостями: Ромеро представлений як незрівнянна креативність та значна майстерність, але він втрачає фокус, коли вражаючий успіх ігор дозволяє йому відчувати себе рок-зіркою, подібно громадській особі. Кармак, з іншого боку, зображений як інтроверт, чиї незрівнянні навички програмування є основою id Software, що дозволяє компанії створювати надзвичайно складні ігри. Тим не менш, він мало зацікавлений в соціальних галасах, які дозволяють людям насолоджуватися спільною роботою.
Значна частина книги зосереджена на цій динаміці. Поки двоє чоловіків спочатку добре доповнюють один одного, зрештою розвиваються конфлікти, що змушує Ромеро звільнитися з компанію. Кармак, досвідчений творець складних і швидких ігрових движків, які використовують продукти компанії, неодноразово називають єдиною людиною в компанії, яка не витрачається, і це дає йому великий ступінь авторитету та впливу. Однак цей вплив перетворює програмне забезпечення ID в набагато менш приємне та веселе місце для роботи та призводить до того, що ігри компанії стають все більш повторюваними, незважаючи на їх технологічну вишуканість. Ромеро знаходиться на протилежному кінці спектра; його Ion Storm має бути дуже веселим місцем для роботи, де «гра є закон» (лозунг Ion Storm — «Дизайн — це закон»), і що технологія повинна бути створена для реалізації дизайнерського бачення. Однак його нестача управлінської та організаційної спрямованості призводить до фінансово катастрофічних результатів.

## Справа Майкла Вілсона
Майкл Вілсон подав до суду на видавничий гігант Random House Inc. 10 травня 2005 року. За твердженням книги, що Вілсон не використовував належним чином кошти компанії